# Fiat 470
Il Fiat 470 è un modello di autobus prodotto a partire dal 1979 dalla Fiat Veicoli Industriali, poco dopo essere passata alla nuova denominazione sociale di Iveco.
Marchiato ancora come "FIAT", è esistito in 3 versioni: urbana, suburbana (denominata Fiat 570) e interurbana da corto raggio (denominata Fiat 670).

## Contesto
Verso la metà degli anni '70, la produzione del settore autobus urbani Fiat poteva contare su due modelli: il 421, studiato a inizio decennio come veicolo di punta per le grandi flotte (poi rivelatosi di scarso successo commerciale), e il Fiat 418, che sebbene fosse commercializzato con successo da oltre 8 anni, era concettualmente molto obsoleto: discendeva, meccanicamente ed esteticamente, dal Fiat 410 progettato addirittura nei primi anni '60. Urgeva dunque la realizzazione di un modello completamente nuovo, che potesse rispondere alle mutate esigenze delle aziende delle grandi città, ma che potesse essere utilizzato con profitto anche da aziende medio-piccole.
È stato sostituito dall'Iveco Effeuno, prodotto a partire dal 1984, anche se gli ultimi esemplari di 470 sono stati consegnati nel 1986.

## Tecnica
Il Fiat 470/570/670 montava il motore FIAT 8220.10 con 6 cilindri in linea, erogante 203 cavalli e posto in posizione orizzontale posteriore. Si trattava di una soluzione particolare, in quanto fino ad allora il motore era posto in posizione anteriore o centrale. Tutti i 470/570/670 prodotti erano alimentati a gasolio; solo la Socimi ne allestì una versione filoviaria basata sul telaio 2470.12.
Oltre alla versione originale (assemblata negli stabilimenti Fiat di Cameri), molti carrozzieri italiani hanno realizzato versioni del 470/570/670 che potessero adattarsi alle esigenze delle singole aziende. Tra i carrozzieri che hanno interpretato questo modello vi sono la Macchi, la Socimi, la Portesi e la Minerva.

## Versioni
In dettaglio le versioni prodotte:

### Fiat 470
- Allestimento: Urbano
- Lunghezza: 10 m, 12 m

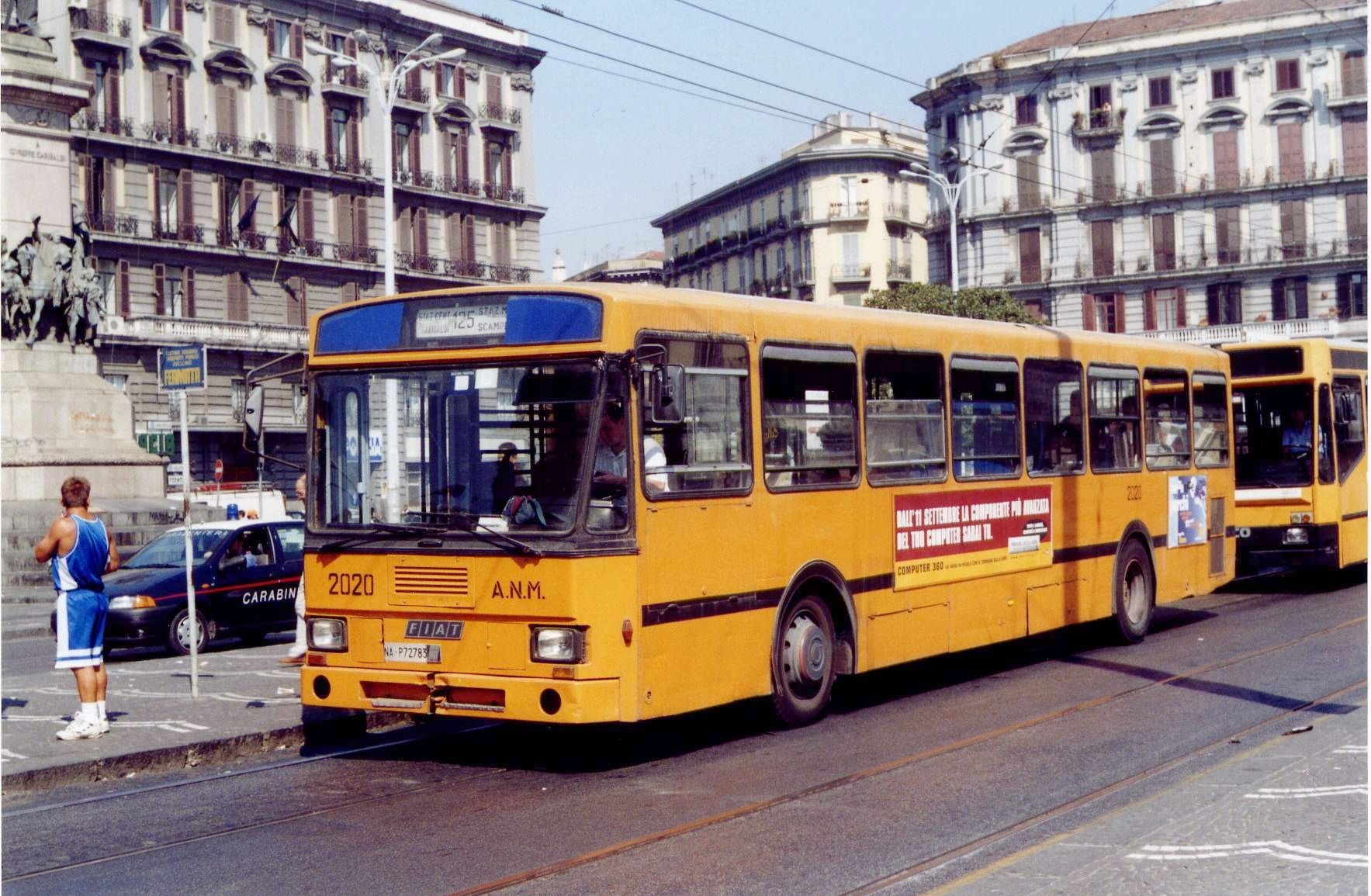
Fiat 470.12.20 2ª serie

- Porte: 3,4 (solo su alcuni 470.12)

### Fiat 570
- Allestimento: Suburbano
- Lunghezza: 10 m, 12 m
- Porte: 2,3 (solo su alcuni 570.12 e di dimensioni ridotte)

### Fiat 670
- Allestimento: Interurbano
- Lunghezza: 12 m
- Porte: 2